# Space Ritual
Albums de Hawkwind
Doremi Fasol Latido
(1972) Hall of the Mountain Grill
(1974)
Space Ritual, ou The Space Ritual Alive in Liverpool and London est le quatrième album, le premier enregistré en public, du groupe de space rock britannique Hawkwind.Il est sorti le 11 mai 1973 sur le label United Artists et a été produit par le groupe.

## Historique
C'est le premier album live du groupe, enregistré lors de deux concerts de la tournée de promotion de l'album Doremi Fasol Latido, donnés le 22 décembre 1972 au Liverpool Stadium et le 30 décembre au Brixton Sundown de Londres. Il est composé majoritairement de titres de « Doremi Fasol latido », mais comporte aussi de multiples interludes (notamment des poèmes de Robert Calvert et de Michael Moorcock) qui relient les titres entre eux pour donner un concert sans interruption. Trois nouveaux titres (« Born to Go », « Upside Down » et « Orgone Accumulator ») font aussi leur apparition sur cet album. Cependant le hit single « Silver Machine » (# 3 en Angleterre) n'est pas présent sur cet album et seul "Master of Universe" provient des deux premiers albums du groupe.
Plusieurs titres (« Brainstorm » et « Time We Left This World Today ») ont été raccourcis afin que l'album puisse tenir sur un double vinyle . Les versions complètes ont vu le jour par la suite sur divers albums d'archives, notamment Space Ritual Volume 2 (1985).
L'album entre dans le Top 10 au Royaume-Uni en se classant à la 9e place et sera le premier album du groupe à entrer dans le classement du Billboard 200 (# 159) aux États-Unis.
La pochette est à nouveau réalisée par Barney Bubbles.

## Liste des titres

### Face 1
| No | Titre                  | Auteur              | Chant / narration | Durée |
| -- | ---------------------- | ------------------- | ----------------- | ----- |
| 1. | Earth Calling          | Robert Calvert      | Calvert           | 1:44  |
| 2. | Born to Go             | Calvert, Dave Brock | Brock, Nik Turner | 9:56  |
| 3. | Down Through the Night | Brock               | Brock             | 6:16  |
| 4. | The Awakening          | Calvert             | Calvert           | 1:32  |

### Face 2
| No | Titre           | Auteur               | Chant / narration | Durée |
| -- | --------------- | -------------------- | ----------------- | ----- |
| 1. | Lord of Light   | Brock                | Brock             | 7:21  |
| 2. | Black Corridor  | Michael Moorcock     | Calvert, Lemmy    | 1:51  |
| 3. | Space Is Deep   | Brock                | Brock, Lemmy      | 8:13  |
| 4. | Electronic No 1 | Del Dettmar, Dik Mik | instrumental      | 2:26  |

### Face 3
| No | Titre                 | Auteur         | Chant / narration | Durée |
| -- | --------------------- | -------------- | ----------------- | ----- |
| 1. | Orgone Accumulator    | Calvert, Brock | Calvert           | 9:59  |
| 2. | Upside Down           | Brock          | Brock             | 2:43  |
| 3. | 10 Seconds to Forever | Calvert        | Calvert           | 2:05  |
| 4. | Brainstorm            | Turner         | Turner, Lemmy     | 9:20  |

### Face 4
| No | Titre                         | Auteur        | Chant / narration    | Durée |
| -- | ----------------------------- | ------------- | -------------------- | ----- |
| 1. | 7 by 7                        | Brock         | Brock, Lemmy         | 6:11  |
| 2. | Sonic Attack                  | Moorcock      | Calvert              | 2:54  |
| 3. | Time We left This World Today | Brock         | Brock, Turner, lemmy | 5:47  |
| 4. | Master of the Universe        | Brock, Turner | Turner               | 7:37  |
| 5. | Welcom to the Future          | Calvert       | Calvert              | 2:04  |

### Titres bonus réédition 1996
L'édition remasterisée de 1996 inclut trois titres bonus. You Shouldn't Do That provient du concert du 30 décembre 1972 au Brixton Sundown, tandis que les deux autres ont été enregistrés au Roundhouse de Londres le 13 février de la même année.
1. You Shouldn't Do That (Turner, Brock) – 6:58
2. Master of the Universe (Turner, Brock) – 7:23
3. Born to Go (Calvert, Brock) – 13:02

### Réedition 2007 Digital "remaster"
| CD 1 1. "Earth Calling" 2. "Born to Go" 3. "Down Through the Night" 4. "The Awakening" 5. "Lord of Light" 6. "Black Corridor" 7. "Space Is Deep" 8. "Electronic No. 1" 9. "Orgone Accumulator" 10. "Upside Down" 11. "10 Seconds of Forever" 12. "Brainstorm" (full version) - 13:46 CD 2 1. "7 By 7" 2. "Sonic Attack" 3. "Time We Left This World Today" 4. "Master of the Universe" 5. "Welcome to the Future" (full version) - 2:49 6. "You Shouldn't Do That" (full version) - 10:38 7. "Orgone Accumulator" (alternate nights performance) - 8:50 8. "Time We Left This World Today" (alternate nights performance) - 13:22 9. "You Shouldn't Do That" (alternate nights performance, from the Roadhawks compilation album) - 6:42 | DVD Audio Les titres sont en DTS 96/24 et 24 bit/48 kHz Stereo format 1. "Earth Calling" 2. "Born to Go" 3. "Down Through the Night" 4. "The Awakening" 5. "Lord of Light" 6. "Black Corridor" 7. "Space Is Deep" 8. "Electronic No. 1" 9. "Orgone Accumulator" 10. "Upside Down" 11. "10 Seconds of Forever" 12. "Brainstorm" 13. "7 By 7" 14. "Sonic Attack" 15. "Time We Left This World Today" 16. "Master of the Universe" 17. "Welcome to the Future" 18. "You Shouldn't Do That" |

## Musiciens
- Dave Brock : guitare, chant
- Robert Calvert : narration
- Nik Turner : saxophone, flûte, chant
- Lemmy Kilmister : basse, chant
- Dik Mik : synthétiseur
- Del Dettmar : synthétiseur
- Simon King : batterie

## Charts et certification
| Pays        | Durée du classement | Meilleur classement |
| ----------- | ------------------- | ------------------- |
| États-Unis  | 8 semaines          | 179e                |
| Royaume-Uni | 5 semaines          | 6e                  |

| Pays        | Certification | Ventes   | Date       |
| ----------- | ------------- | -------- | ---------- |
| Royaume-Uni | Argent        | 60 000 + | 01/01/1979 |